# 茂林镇 (双辽市)
茂林镇，是中华人民共和国吉林省四平市双辽市下辖的一个乡镇级行政单位。

## 行政区划
茂林镇下辖以下地区：
新茂社区、南平社区、北安社区、美丽村、日新村、喜善村、二龙卜村、靠山村、新凤村、二龙山村、振兴村、农林村、育林村、丁家村、孟益村、三林村、永兴村、东升村、红光村、新发村、宏盛村、先进村、三好村、桂花村、桥家村、韩家村、大兴村、新兴村、红岗村和巨宝村。